# عبد الرحمن الرويشد
عبد الرحمن بن سليمان الرويشد، هو مؤرخ سعودي  ولد في الدرعية عام 1348هـ/ 1928م و توفي في الرياض عام 1438هـ/ 2016م ، وتلقى علومه الأولية وحفظ القرآن الكريم بها، كما تلقى مبادئ في العلوم الشرعية على الشيخ محمد بن إبراهيم آل الشيخ، وسافر للطائف، ودرسَ بمدرسة دار التوحيد، ولما افتتح المعهد العلمي بالرياض التحق به، ونال شهادته، ثم التحق بكلية اللغة العربية منتظماً، وكلية الشريعة بالرياض منتسباً، فنال شهادتيهما عام 1377هـ، وفي عام 1378هـ عُين مدرساً بالمعهد العلمي بالرياض، وفي عام 1379هـ نُقل مديراً للمعهد العلمي بالأحساء إلى عام 1381هـ، حيث عُين مفتشاً للغة العربية بوازة المعارف بالرياض فمساعداً لمدير التعليم الابتدائي فمديراً لإدارة الكتب والمقررات الدراسية بوزارة المعارف، وفي عام 1390هـ نُقل إلى وزارة الداخلية مديراً عاماً مساعداً للإدارة العامة للحقوق، ثم اعيرت خدماته عام 1395هـ ليعمل رئيساً لتحرير جريدة الدعوة إلى عام 1398هـ، حيث أُعيد لوزارة الداخلية ليعمل مستشاراً بمجلس الأمن الوطني، وعاصر التطورات والتحولات التي شهدتها السعودية على مدى 80. حصل الرويشد على جائزة الملك سلمان بن عبد العزيز لدراسات وبحوث تاريخ الجزيرة العربية، ووسام الملك عبد العزيز من الدرجة الأولى، كما أوكل له الملك فهد عمل شجرة الأسرة المالكة، حيث وضع قاعدة معلوماتها حتى باتت مرجعاً أساسياً لتاريخ الأسرة الحاكمة. أسس الرويشد مجلة الشبل، وهي مجلة تربوية نصف شهرية موجهة للأطفال، وصدر العدد الأول منها في غرة صفر عام 1403.

## كتب ومقالات
- الجهاد الفكري للملك عبد العزيز.
- الملك عبد العزيز في مرآة شكسبير.
- في آفاق حياة المؤسس الامام تركي بن عبد الله.
- الراوية الأعجوبة عبد الله بن محمد العجيري.
- قصر الحكم في الرياض: أصالة الماضي وروعة الحاضر.
- الوهابية حركة الفكر والدولة الإسلامية.
- الجداول الأسرية لسلالات العائلة المالكة السعودية. "
- عبد الله السليمان الحمدان: صفحة مشرقة في تاريخ المملكة العربية السعودية 1302-1385هـ/ 1885-1965م.
- محمد بن عبد العزيز أمير الأمراء وسليل الملوك: سيرته، تاريخه، حياته.
- تاريخ الراية السعودية: أعلام وأوسمة وشارات وطنية.
- الرياض المسيرة التاريخية والتقدم الحضري.
- آثار الدرعية: نشأة بيت وتاريخ دولة.
- الستون رجلاً خالدو الذكر.
- قصر المربع.
- إمارات اليمامة من حكم الفوضى حتى قيام الدولة السعودية.
- المقارن للتاريخ الهجري بالميلادي: الأزمنة والفصول وخواص البروج.
- الجذور الأصلية للتعليم في وسط الجزيرة العربية.

ومما انفرد به الرويشد "عن غيره من المنشغلين بالتاريخ المحلي، أنه بنى على أول محاولة وضع نواتها محمد أمين التميمي عام 1945، لتصميم مشجّرة الأسرة المالكة. وكان التميمي (المولود في يافا بفلسطين عام 1907)، قدم إلى الرياض في عهد الملك عبد العزيز، وعمل في البداية في وزارة الخارجية، وألّف كتاب «لماذا أحببت ابن سعود؟» عام 1946، الذي أعادت الدارة طباعته عام 1999. وبعودة التميمي ثانية إلى السعودية، عمل مستشارًا في وزارة المعارف، حيث واصل تطوير المشجّرة وإجراء التنقيحات عليها عام 1966. وبعد تقاعده، تولّى الرويشد، برغبة من الملك فهد، وضع قاعدة معلومات للمشجرة على أسس منهجية حديثة. فأضاف فهارس أبجدية بأسماء سلالاتها وفروعها وجداولها، مع إعادة رسمها كاملة، مستخدمًا الكومبيوتر لرصد فئاتها ومواليدها ووفيّاتها وأعمارها وتعدادها (الذي بلغ قرابة ستة آلاف لكل من يحمل اسم «آل سعود» فيها منذ قيام الدولة قبل نحو ثلاثة قرون). وصار عمله وفهارسه رافدًا ومرجعًا لأعضاء الأسرة نفسها، وللجهات الرسمية والخاصة المعنية بالتوثيق، وقد طُبعت الشجرة والفهارس طبعات عدة".

## الوفاة
توفي الشيخ عبد الرحمن بن سليمان الرويشد يوم الاثنين 27 ربيع الأول 1438 26 ديسمبر 2016.

## وصلات خارجية
- الرحمن الرويشد... عرّاب التاريخ الوطني السعودي.
- رحيل «المؤرخ الوطني» عبد الرحمن الرويشد.